# Franz Thürauer

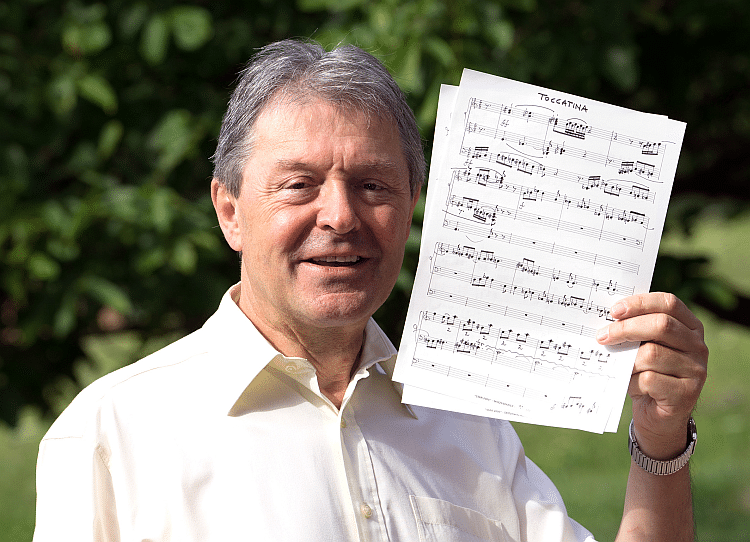
Franz Thürauer 2018 mit seinem Werk tocca-tina

Franz Thürauer (* 25. September 1953 in Wolfenreith Nr. 9, Gemeinde Bergern im Dunkelsteinerwald) ist ein österreichischer Komponist, Musikpädagoge und Kirchenmusiker.

## Leben
Thürauer wuchs in einer Familie auf, in der die Volksmusik gepflegt wurde. Frühen Unterricht erhielt er in Klarinette und Klavier. Von 1969 bis 1972 wurde er am Tiroler Landeskonservatorium in Innsbruck in den Fächern Orgel und Violine ausgebildet. Nachdem er 1972 am Gymnasium in St. Karls/Volders die Matura absolvierte, ging er an die Universität für Musik und darstellende Kunst in Wien, wo er Kirchenmusik bei Anton Heiller und Hans Gillesberger, sowie Komposition bei Francis Burt und Kurt Schwertsik studierte.
Mit dem Schuljahr 1978/79 begann Thürauer seine Laufbahn als Musikpädagoge an der Musikschule St. Pölten, wo er als Klavierlehrer angestellt wurde. Vom 1. September 1979 wurde er auch als Musiklehrer am Stiftsgymnasium Melk berufen, wo er unter anderem Lehrer von Otto Lechner, Thomas Foramitti und Manfred Regall war. Als Komponist hatte er hiermit die Möglichkeit für seine Schüler und deren Musikinstrumentenwahl entsprechende Musikwerke zu komponieren bzw. zu schaffen. Im Jahr 1984 wurde er zum „Regens Chori“ des Stiftes Melk berufen und widmete sich der Kirchenmusik als Organist und Chorleiter. Thürauer bekam Kompositionsaufträge für die „Melker Pfingstkonzerte“, wo unter anderem das Concertino Kolomani am 21. März 1983 im Kolomani-Saal des Stiftes mit Elisabeth Ullmann (Orgel), Bijan Khadem-Missagh (Dirigent und Violine) und das „Tonkünstler Kammerorchester Wien“ zur Aufführung kam. In den Jahren 1991/1992 bekam er zusätzlich noch einen Lehrauftrag für Gehörbildung und Solfeggio an der Musikhochschule in Wien. Es wurden seine Werke in Wien (Musikverein, Konzerthaus, ORF-Sendesaal, Wiener Musiksommer), sowie bei den Bregenzer Festspielen, NÖ-Donaufestival, im Brucknerhaus Linz, in Japan und in Amerika musiziert. Die Ausführenden waren das Wiener Kammerorchester, das Wiener Saxophon-Quartett, das Ensemble Kontrapunkte, das NÖ-Tonkünstlerorchester, die Wiener Virtuosen, das Wiener Jeunesse Orchester, das Stadttheater St. Pölten, die Wiener Symphoniker und viele andere.
Franz Thürauer lebt in Kochholz/Niederösterreich, ist verheiratet und Familienvater von vier Kindern. Am 31. August 2012 beendete er seine Unterrichtstätigkeit am Stiftsgymnasium Melk, aber als Musikschulpädagoge an der Musikschule St. Pölten ist er weiterhin aktiv.

## Auszeichnungen (Auswahl)
- 1982 Förderungspreis der Theodor-Körner Stiftung[2]
- 1990 Österreichischer Förderungspreis für Musik[3]
- 2015 Niederösterreichischer Kulturpreis – Würdigungspreis[4]

## Werke (Auswahl)
- Winter-Serenade – für Orchester (1982/1983)[5]
- An den Flüssen Babels – Duo für Oboe und Orgel (1984)[5]
- Mosaik – Quartett für Sopran, Alt, Tenor und Bariton (1987/1988)[5]
- Veni, sancte spiritus – Kantate für Chor und Kammerorchester (1988)[5]
- Sonata – Duo für Klavier und Violine (1989)[5]
- Hommage à Marilyn – für Orchester (1990)[5]
- Der Landsknecht von Kärnten – Kirchenoper (1991/1992)[5]
- Violinkonzert – für Orchester und Soloinstrumente (1991/1992)[5]
- Metamorphosen – Solo für Klavier (1992)[5]
- Kleine Walzerszene – für Orchester (1992)[5]
- Shadows – für Orchester (1992/1994)[5]
- Doppelkonzert – für Orchester und Soloinstrumente Klavier und Violine (1993)[5]
- Von der Vergänglichkeit – Sieben Sonette von William Shakespeare (1993)[5]
- Lukas-Passion – für Chor, Orchester und Solostimmen (1993)[5]
- Rondo notturno – für Orchester (1994)[5]
- Vom Unvergänglichen – für Ensemble und Solostimmen (1994)[5]
- Prolog – für Orchester (1995)[5]
- Agnus, Communio, Sonata, Gratiarum Actio – für Chor, Orchester und Solostimmen (1995/1996)[5]
- Magnificat – für Chor, Orchester und Solostimmen (1995)[5]
- Christ ist erstanden – Solo für Orgel (1996)[5]
- Tableau – für großes Orchester (1997)[5]
- Wein und Wasser – Heitere Oper in vier Bildern nach anonymen mittelalterlichen Quellen (1998)[5]
- Dramatische Szene aus William Shakespeares „Richard III“ (1999)[5]
- Adagio – für Kammerorchester mit drei Klarinetten und einem Streicher (2014)[5]
- Doppelkonzert – für Kammerorchester mit Perkussion, Vibraphon, Marimbaphon, Orgel und Streicher (2014)[5]
- Duo für Klarinette und Klavier (2014)[5]
- 6 Klavierstücke – für Klavier solo (2015)[5]
- Satz für Streichquartett – Besetzung: zwei Violinen, Viola und Violoncello (2015)[5]
- In diesem Sommer – Duo für Klavier solo und Solostimme Bariton (2015)[5]
- Ballade für Violoncello und Klavier Duo (2018)[5]